# Anne Mette Hansen
Anne Mette Hansen (* 25. August 1994 in Glostrup) ist eine dänische Handballspielerin, die dem Kader der dänischen Nationalmannschaft angehört.

## Karriere
Hansen begann das Handballspielen beim dänischen Verein Fløng/Hedehusene Håndbold (kurz: FHH90). Ab dem Jahr 2010 besuchte die Rückraumspielerin in Kopenhagen eine Sportschule und schloss sich dem Verein Ajax København an. Mit der Damenmannschaft von Ajax lief sie in der zweithöchsten dänischen Spielklasse auf. Ab der Saison 2014/15 stand sie beim Erstligisten København Håndbold unter Vertrag. Im Sommer 2017 wechselte sie zum ungarischen Erstligisten Győri ETO KC. Mit Győr gewann sie 2018, 2019, 2022 und 2023 die ungarische Meisterschaft, 2018, 2019 und 2021 den ungarischen Pokal sowie 2018 und 2019 die EHF Champions League. Seit der Saison 2023/24 steht sie beim französischen Erstligisten Metz Handball unter Vertrag. Mit Metz gewann sie 2024 und 2025 die französische Meisterschaft sowie 2024 und 2025 den französischen Pokal. Im Sommer 2025 wird sie sich dem rumänischen Erstligisten CSM Bukarest anschließen.
Hansen gab 2011 ihr Debüt in der dänischen U17-Nationalmannschaft. Im selben Jahr gewann sie die Silbermedaille bei der U17-Europameisterschaft. Ein Jahr später gewann Hansen die Goldmedaille bei der U18-Weltmeisterschaft. Im Finale gegen Russland erzielte sie die meisten Tore für die dänische Auswahl. Als Nächstes nahm Hansen an der U-19-Europameisterschaft 2013 teil, bei der sie die Bronzemedaille errang. Zusätzlich wurde sie in das Allstar-Team der EM gewählt.
Hansen gab am 27. Oktober 2013 ihr Debüt in der A-Nationalmannschaft. Kurz darauf nahm die Dänin an der Weltmeisterschaft in Serbien teil und gewann die Bronzemedaille. Im dritten Vorrundenspiel gegen Algerien war sie mit acht Treffern die torgefährlichste Spielerin im dänischen Trikot. Im gesamten Turnier erzielte sie 15 Treffer in neun Partien. Bei der Weltmeisterschaft 2021 gewann sie die Bronzemedaille. Im darauffolgenden Jahr unterlag sie mit Dänemark das Finale der Europameisterschaft gegen Norwegen. Hansen erzielte im gesamten Turnier 17 Treffer. Bei der Weltmeisterschaft 2023 gewann sie erneut die Bronzemedaille. Hansen erzielte im Turnierverlauf zwölf Treffer. Bei den Olympischen Spielen in Paris gewann sie die Bronzemedaille. Im selben Jahr gewann sie eine weitere Silbermedaille bei der Europameisterschaft.